# Inmaculada Fernández Retuerto
Inmaculada Fernández Retuerto (Barcelona, 1946 – 2021) fou una economista barcelonina, llicenciada en Ciències Econòmiques i Comercials per la Universitat de Barcelona va destacaren la seva activitat professional en tres àmbits: el financer, on va arribar arriba a ser directiva d'una entitat bancària, la docència, amb més de 35 anys d'ensenyament universitari de comptabilitat financera, i la filantròpica, tot col·laborant amb diverses entitats sense ànim de lucre.

## Carrera professionals
Activitat en l'àmbit financer
La seva carrera professional en l’àmbit financer es desenvolupà íntegrament en la òrbita del Grup Banco de Bilbao a Catalunya, entre 1971 i 2000.
Començà al Departament financer de Gestinbao, on fomentar la creació de clubs d’inversió mobiliària, sobretot femenins.
Seguí com a membre del Comitè Regional del BB a Catalunya, del Comitè de Direcció del BIB, i del Comitè de Direcció del BBV, fins a acabar com a directora territorial de Banca d’Empreses del BBVA.
Va ser una de les primeres dones professionals que va arribar a ocupar càrrecs de responsabilitat en una entitat financera espanyola, sense ser-ne per raons familiars, com assenyalà a 1984 l’aleshores president del Banc, José Ángel Sánchez Asiaín. Va ser destacables les seves aportacions, en matèria de tècniques de gestió de patrimonis, de fons de pensions, i de mètodes de planificació financera i control de gestió, amb col·laboracions publicades a revistes com, entre d'altres, les del Col·legi de Censors de Comptes de Catalunya i de l’Instituto de Analistas Financieros.
Activitat en l'àmbit docent
El seu vessant docent, cronològicament més extens que el professional en el sector financer, es desenvolupà des de 1971 fins 2011 al Departament de Comptabilitat de la Facultat d’Economia i Empresa de la Universitat de Barcelona, on -sota la direcció de Mario Entre1980 i 1991, impartí també aquesta matèria als alumnes del Col·legi Universitari Abat Oliba (ara, Universitat Abat Oliba), així com entre el 1982 i 1994 en el centre de formació de la entitat bancària en prestava els seus serveis. Participa com a fundadora i membre activa de l'Asociación Española de Profesores Universitarios de Contabilidad.
Hi ha dues anècdotes de la seva llarga trajectòria docent, que mereixen ser assenyalades. La primera és la gran amistat que la unia amb Ernest Lluch i Martín, tot i que aquest l’anomenava “una professora, senyora de la Bonanova”, i probablement ella va ser la darrera persona amb qui aquell destacat economista i polític català va parlar abans de ser assassinat, el 21 de novembre del 2000, comentant que “avui tanquem la Facultat”, ja que eren ja més de les 10 del vespre.
L’altra és que, tot i provenir d’una família originària de Sahagún (Lleó) i, per tant, tenint l'espanyol com a llengua materna, es va esforçar a aprendre el català, arribant a assolir -en molt poc temps- el nivell C de coneixement de la nostra llengua, per la qual cosa li va ser atorgada l’”Ensaïmada de la llengua catalana”, que va rebre de mans de les aleshores Degana de la Facultat, Elisenda Paluzie i Hernández.
Activitat en l'àmbit de la filantropia
En acabar la seva activitat professional en el sector financer (2000), demostra el seu tarannà generós i de dedicació desinteressada, portant la comptabilitat de diverses entitats sense ànim de lucre, destacant la seva col·laboració com a voluntària -fins al final de la seva vida-, entre altres ONGs, en el Departament d’Administració de la Fundació Banc dels Aliments, que gestiona el Banc dels Aliments de Barcelona, entitat benèfica fundada pel seu amic, activista agrari i solidari, Jordi Peix i Massip, i que, presidida durant uns anys pel també economista Eduard Arruga i Valeri, lluita contra el malbaratament d’aliments i contra la gana en el nostre entorn.